# Склониште од нуклеарних падавина
Склониште од нуклеарних падавина представља затворен простор посебно изграђен за заштиту људи од нуклеарних падавина након експлозије нуклеарне бомбе. Склониште од нуклеарних падавина представља први корак преживљавања након нуклеарне експлозије.
Након експлозије нуклеарног оружја велика количина материјала (земље, органских супстанци, грађевина, отпада) испари због велике топлоте саме експлозије и прими велике дозе јонизујућег зрачења које проузрокује да те честице постану активне, односно да и саме зраче радијацију (активирају друге честице). Кретања ваздуха (ветар, натпритисак нуклеарне експлозије и талас ваздуха) проузрокује да се те честице нађу у ваздуху и крећу километрима пре него што се поново врате на земљу. Нуклеарне падавине тада емитују алфа и бета честице као и јонизујуће гама зрачење. Те честице у току полу-распада нуклеарних елемената (зависно од типа нуклеарног оружја) представљају велику опасност од нуклеарног загађења. Склониште од нуклеарних падавина је дизајнирано тако да људе заштити у максималној мери од нуклеарних падавина до краја распада нуклеарних елемената, односно до опадања радиоактивности на ниво који дозвољава људима кретање и рад на отвореном.

## Историја
Током Хладног рата у великом броју држава изграђена су склоништа од нуклеарних падавина за потребе владе, команде војске и високе службенике. Прва склоништа су представљала подруме јаких грађевина. Међутим након тестова у пустињи Невади дошло се до закључка да су таква склоништа неадекватна за употребу у општем нуклеарном конфликту (ваздушни талас експлозије би уништио надземни део грађевине или урушио грађевину те ово склониште не би пружало заштиту).
У касним педесетим годинама 20. века су започете националне кампање у САД и Уједињеном Краљевству усмерене на едукацију цивилног становништва о опасностима нуклеарног рата и изградњеи склоништа од нуклеарних падавина. Склоништа за веће групе људи, односно за ширу популацију су грађена сразмерно са површином урбане средине.